# Malmbäck
Malmbäck is een plaats in de gemeente Nässjö in het landschap Småland en de provincie Jönköpings län in Zweden. De plaats heeft 1016 inwoners (2005) en een oppervlakte van 146 hectare.

## Verkeer en vervoer
De plaats heeft een station aan de spoorlijn Halmstad - Nässjö.